# Mongolia na Letnich Igrzyskach Olimpijskich 1968
Reprezentację Mongolii na Letnich Igrzyskach Olimpijskich w 1968 roku w Meksyku stanowiło razem 16 zawodników uczestniczących w 26 konkurencjach.
Brali udział w czterech dyscyplinach: gimnastyka, lekkoatletyka, strzelectwo oraz zapasy. Był to drugi raz, gdy reprezentacja Mongolii pojawiła się na Letnich Igrzyskach Olimpijskich. Zdobyli oni łącznie cztery medale – jeden srebrny i trzy brązowe, co pozwoliło krajowi zająć 34. miejsce w klasyfikacji.
Najmłodszą reprezentantką, była wówczas 18-letnia gimnastyczka, Dorjiin Norolkhoo, a najstarszym był 32-letni zapaśnik, Öldzijsajchany Erden-Oczir.

## Zdobyte medale
| Medal  | Zawodnik                    | Dyscyplina | Konkurencja                    | Data            |
| ------ | --------------------------- | ---------- | ------------------------------ | --------------- |
| Srebro | Dżigdżidijn Mönchbat        | Zapasy     | waga średnia w stylu wolnym    | 20 października |
| Brąz   | Czimedbadzaryn Damdinszaraw | Zapasy     | waga musza w stylu wolnym      | 20 października |
| Brąz   | Dandzandardżaagijn Sereeter | Zapasy     | waga lekka w stylu wolnym      | 20 października |
| Brąz   | Tömörijn Artag              | Zapasy     | waga półśrednia w stylu wolnym | 20 października |

## Skład reprezentacji

### Gimnastyka
- Zagdbazaryn Davaanyam – Wielobój indywidualny mężczyzn – 98. miejsce, Ćwiczenia wolne mężczyzn – 97. miejsce, Skok mężczyzn – 102. miejsce, Poręcz mężczyzn – 99. miejsce, Drążek mężczyzn – 108. miejsce, Kółka mężczyzn – 86. miejsce, Koń z łękami mężczyzn – 89. miejsce
- Dorjiin Norolkhoo – Wielobój indywidualny kobiet – 97. miejsce, Ćwiczenia wolne kobiet – 84. miejsce, Skok kobiet – 97. miejsce, Poręcz kobiet – 100. miejsce, Równoważnia kobiet – 72. miejsce
- Tsagaandorjiin Gündegmaa – Wielobój indywidualny kobiet – 59. miejsce, Ćwiczenia wolne kobiet – 78. miejsce, Skok kobiet – 78. miejsce, Poręcz kobiet – 55. miejsce, Równoważnia kobiet – 36. miejsce
- Yadamsürengiin Tuyaa – Wielobój indywidualny kobiet – 84. miejsce, Ćwiczenia wolne kobiet – 71. miejsce, Skok kobiet – 95. miejsce, Poręcz kobiet – 67. miejsce, Równoważnia kobiet – 48. miejsce

### Lekkoatletyka
- Dashzevgiin Namjilmaa – Rzut dyskiem kobiet – 12. miejsce

### Strzelectwo
- Mendbayaryn Jantsankhorloo – Karabin małokalibrowy 3 postawy 50 m – 27. miejsce, Karabin małokalibrowy leżąc 50 m – 73. miejsce
- Tüdeviin Myagmarjav – Pistolet szybkostrzelny 25 m – 47. miejsce, Pistolet 50 m – 19. miejsce
- Yondonjamtsyn Batsükh – Karabin dowolny 3 postawy 300 m – 27. miejsce, Karabin małokalibrowy 3 postawy 50 m – 48. miejsce, Karabin małokalibrowy leżąc 50 m – 69. miejsce

### Zapasy
- Dżigdżidijn Mönchbat – Styl wolny – Waga średnia – 2. miejsce (srebrny medal)
- Czimedbadzaryn Damdinszaraw – Styl wolny – Waga musza – 3. miejsce (brązowy medal)
- Dandzandardżaagijn Sereeter – Styl wolny – Waga lekka – 3. miejsce (brązowy medal)
- Tömörijn Artag – Styl wolny – Waga półśrednia – 3. miejsce (brązowy medal)
- Badzryn Süchbaatar – Styl wolny – Waga kogucia – Odpadł w eliminacjach
- Chorloogijn Bajanmönch – Styl wolny – Waga półciężka – 5. miejsce
- Öldzijsajchany Erden-Oczir – Styl wolny – Waga ciężka – 6. miejsce
- Cedendambyn Nacagdordż – Styl wolny – Waga piórkowa – Odpadł w eliminacjach